# Marloes Wesselink
Marloes Wesselink (* 14. April 1987 in Doetinchem) ist eine niederländische Beachvolleyballspielerin.

## Karriere
Wesselink belegte 2004 mit Daniëlle Remmers den neunten Rang bei der Jugend-Weltmeisterschaft in Termoli. Ab 2005 spielte sie mit Marleen van Iersel und wurde bei den Nachwuchs-Weltmeisterschaften 2005 in Saint-Quay-Portrieux sowie 2006 in Mysłowice Fünfte und Dritte. Bei der Europameisterschaft 2007 unterlagen die beiden Niederländerinnen in der Hauptrunde dem deutschen Duo Pohl/Rau und wurden danach erst in der vierten Verliererrunde von den Norwegerinnen Håkedal/Tørlen gestoppt. Anschließend gewannen sie bei der Junioren-WM in Modena erneut Bronze. 2008 mussten sie sich in der dritten Runde der EM in Hamburg den späteren Gesamtsiegern Sara Goller und Laura Ludwig geschlagen geben, ehe sie gegen Pohl/Rau ausschieden.
2009 absolvierte Wesselink zunächst einige Turniere mit Remmers, ehe sie ein neues Duo mit Merel Mooren bildete. Bei der Weltmeisterschaft in Stavanger kamen Wesselink/Mooren als Gruppendritter in die erste Hauptrunde und scheiterten an den Brasilianerinnen Talita/Antonelli. Die EM in Sotschi war für sie schon nach der Vorrunde beendet. Anschließend trennten sich ihre Wege und Wesselink kam mit Madelein Meppelink zusammen. Das neue Paar wurde 2010 Fünfter beim Grand Slam in Stavanger und erreichten bei der EM in Berlin das Viertelfinale gegen Goller/Ludwig, die später wieder den Titel gewannen. Bei der WM 2011 in Rom mussten sich Wesselink/Meppelink nach den Gruppenspielen verabschieden. Wesselink spielte in Klagenfurt am Wörthersee erstmals mit Roos van der Hoeven, mit der sie bei der EM in Kristiansand im Achtelfinale gegen die Deutschen Goller/Ludwig ausschied. 2012 spielte Wesselink mit Jolien Sinnema. 2013 bildete sie ein Duo mit Jantine van der Vlist. Beim Grand Slam in Den Haag erreichten van der Vlist/Wesselink das Halbfinale. Bei der WM in Stare Jabłonki schieden sie trotz eines Sieges über die Litauerinnen Dumbauskaitė/Povilaitytė nach der Vorrunde aus. Von 2014 bis 2017 spielte Wesselink mit Laura Bloem, seit 2016 vorwiegend auf nationalen Turnieren. 2018 trat Wesselink an der Seite von Sophie van Gestel noch einmal bei der heimischen Europameisterschaft an.